# 2013年のワールドシリーズ
2013年の野球において、メジャーリーグベースボール（MLB）優勝決定戦の第109回ワールドシリーズ（英語: 109th World Series）は、10月23日から30日にかけて計6試合が開催された。その結果、ボストン・レッドソックス（アメリカンリーグ）がセントルイス・カージナルス（ナショナルリーグ）を4勝2敗で下し、6年ぶり8回目の優勝を果たした。
両リーグの最高勝率球団どうしがシリーズで対戦するのは、1995年の地区シリーズ導入以降では、1999年以来14年ぶり3度目。レッドソックスは、1991年のミネソタ・ツインズに次いで史上2球団目となる、前年地区最下位からのシリーズ制覇を成し遂げた。シリーズMVPには、6試合に出場して25打席中19打席で出塁し、打率.688・2本塁打・6打点・OPS 1.948という成績を残したレッドソックスのデビッド・オルティーズが選出された。オルティーズは2003年2月、カリブ海沿岸諸国のウィンターリーグによる国際大会 "カリビアンシリーズ" でもMVPを受賞している。ワールドシリーズとカリビアンシリーズの両方でMVPを受賞したのは、オルティーズが史上2人目である。

## ワールドシリーズまでの道のり

### 両チームの2013年
10月18日にまずナショナルリーグでカージナルス（中地区）が、そして19日にはアメリカンリーグでレッドソックス（東地区）が、それぞれリーグ優勝を決めてワールドシリーズへ駒を進めた。
カージナルスは、2012年は88勝74敗の地区2位でポストシーズンに進出し、ワイルドカードゲームから勝ち上がってリーグ優勝まであと1勝に迫った。オフの動きはほとんどなく、救援左腕ランディ・チョートを加えたのが目立つ程度にとどまった。それでもこの年も地区優勝争いに絡み、ピッツバーグ・パイレーツやシンシナティ・レッズと三つ巴の争いを展開する。故障で離脱する選手も少なくなかったが、ジョー・ケリーやマット・アダムスら新人・若手が次々と台頭してはその穴を埋め、ヤディアー・モリーナらベテラン選手も期待通りに活躍するなど、選手層の厚さを見せつけた。前半戦終了時には57勝36敗で、パイレーツに1.0ゲーム差をつけて地区首位に立つ。後半戦には7連敗を喫してパイレーツに首位を譲った時期もあったが、9月7日にはその座を奪回した。以降は順位を維持したままシーズンを進め、同月27日のシーズン160試合目で4年ぶりの地区優勝を決めた。平均得点4.83はリーグ最高、防御率3.42はリーグ5位。特に打線は得点圏での打率が.330と極めて高く、MLB全体でも2位デトロイト・タイガースの.282に大差をつけた。投手陣にはケリーをはじめ速球に勢いのある若手が多く、その球威は捕手のモリーナが例年であれば1シーズンでひとつのミットを使い続けるところ、この年はシーズン途中でボロボロになり新しいミットに交換しなければならないほどだった。地区シリーズではパイレーツを3勝2敗で、リーグ優勝決定戦ではロサンゼルス・ドジャースを4勝2敗で、それぞれ下した。
レッドソックスは69勝93敗で地区最下位に沈んだ2012年シーズン終了後、監督のボビー・バレンタインを解任して後任にジョン・ファレルを招聘した。補強では大物FA選手との長期契約に背を向け、外野手のシェーン・ビクトリーノや内野手のマイク・ナポリら、年齢や体調に不安がある選手を3年以下の短期契約で獲得した。シーズンが開幕すると、前年から一変して優勝争いを優位に進める。4月を18勝8敗の首位で終え、5月中旬には3位まで後退したものの、同月26日には首位へ戻る。前半戦終了時点では58勝39敗で、2位タンパベイ・レイズに2.5ゲーム差をつけた。7月30日には三角トレードを成立させ、内野手ホセ・イグレシアスを放出する代わりに先発右腕ジェイク・ピービーを獲得した。このトレードが可能になったのも、イグレシアスと同じポジションにFA加入組のスティーブン・ドリューがいたからだった。レイズとは8月24日時点でゲーム差なしだったが、そこから16試合で9.5ゲーム差に突き放し、9月20日に6年ぶりの地区優勝を果たした。平均得点5.27はリーグ最高、防御率3.79はリーグ6位。打線はほとんどのポジションと打順で平均OPS.750超と切れ目がなく、ジョニー・ゴームズやビクトリーノらFA加入組はプレイのみならず雰囲気を盛り上げる面でもチームの躍進に一役買った。上原浩治が抑え投手として活躍したことなども含め、オフのFA補強は総じて成功したといえる。地区シリーズではレイズを3勝1敗で、リーグ優勝決定戦ではタイガースを4勝2敗で、それぞれ下した。

### ホームフィールド・アドバンテージ
7月16日にニューヨーク州ニューヨークのシティ・フィールドで開催されたオールスターゲームは、アメリカンリーグがナショナルリーグに3－0で勝利した。この結果、ワールドシリーズの第1・2・6・7戦を本拠地で開催できる "ホームフィールド・アドバンテージ" は、アメリカンリーグ優勝チームに与えられることになった。このオールスターには、カージナルスからはカルロス・ベルトラン、ヤディアー・モリーナ、マット・カーペンター、アレン・クレイグの野手4人と投手のアダム・ウェインライトがまず選出された。その後、ウェインライトがオールスターでの登板を辞退したため、同じカージナルスから代役投手としてエドワード・ムヒカが入った。レッドソックスからはデビッド・オルティーズとダスティン・ペドロイアの野手2人、そして投手のクレイ・バックホルツが名を連ねている。試合では、お互いのチームの選手どうしの対戦はなかった。

## 両チームの過去の対戦
過去108回のシリーズのなかで、カージナルスとレッドソックスの対戦は3度ある。今回が4度目の対戦となるが、これは歴代最多出場のニューヨーク・ヤンキースが絡まない対戦カードとしては、オークランド・アスレチックス対サンフランシスコ・ジャイアンツやデトロイト・タイガース対シカゴ・カブスと並んで史上最多となる。対戦の結果は、1946年と1967年はいずれも3勝3敗で最終第7戦までもつれた末にカージナルスが勝利を収め、2004年はレッドソックスが4勝0敗とカージナルスを一蹴している。9年前の前回対戦時のメンバーのうち今回のシリーズにも現役選手として臨むのは、カージナルスはヤディアー・モリーナ1人のみ、レッドソックスもデビッド・オルティーズ1人のみである。
1997年から始まったレギュラーシーズン中のインターリーグでは、これまで2003年・2005年・2008年にそれぞれ3試合ずつ、計9試合が行われ、カージナルスが6勝3敗で勝ち越している。直近の対戦はレッドソックスの本拠地フェンウェイ・パークでの3連戦で、カージナルスの2勝1敗だった。

## ロースター
両チームの出場選手登録（ロースター）は以下の通り。
- 名前の横の★はこの年のオールスターゲームに選出された選手を、＃はレギュラーシーズン開幕後に入団した選手を、◎はリーグ優勝決定戦MVP受賞者を示す。
- 年齢は今シリーズ開幕時点でのもの。

| セントルイス・カージナルス | セントルイス・カージナルス | セントルイス・カージナルス | セントルイス・カージナルス | セントルイス・カージナルス | セントルイス・カージナルス | セントルイス・カージナルス | セントルイス・カージナルス | セントルイス・カージナルス | ボストン・レッドソックス | ボストン・レッドソックス | ボストン・レッドソックス | ボストン・レッドソックス     | ボストン・レッドソックス | ボストン・レッドソックス | ボストン・レッドソックス | ボストン・レッドソックス | ボストン・レッドソックス |
| 守備位置                   | 背番号                     | 出身                       | 選手                       | 投                         | 打                         | 年齢                       | ワールドシリーズ経験       | ワールドシリーズ経験       | 守備位置                 | 背番号                   | 出身                     | 選手                         | 投                       | 打                       | 年齢                     | ワールドシリーズ経験     | ワールドシリーズ経験     |
| 守備位置                   | 背番号                     | 出身                       | 選手                       | 投                         | 打                         | 年齢                       | 出場                       | 優勝                       | 守備位置                 | 背番号                   | 出身                     | 選手                         | 投                       | 打                       | 年齢                     | 出場                     | 優勝                     |
| -------------------------- | -------------------------- | -------------------------- | -------------------------- | -------------------------- | -------------------------- | -------------------------- | -------------------------- | -------------------------- | ------------------------ | ------------------------ | ------------------------ | ---------------------------- | ------------------------ | ------------------------ | ------------------------ | ------------------------ | ------------------------ |
| 投手                       | 34                         | カナダの旗                 | ジョン・アックスフォード＃ | 右                         | 右                         | 30                         | 初                         | なし                       | 投手                     | 32                       | アメリカ合衆国の旗       | クレイグ・ブレスロウ         | 左                       | 左                       | 33                       | 初                       | なし                     |
| 投手                       | 36                         | アメリカ合衆国の旗         | ランディ・チョート         | 左                         | 左                         | 38                         | 13年ぶり2回目              | 1回                        | 投手                     | 11                       | アメリカ合衆国の旗       | クレイ・バックホルツ★        | 右                       | 右                       | 29                       | 初                       | なし                     |
| 投手                       | 58                         | アメリカ合衆国の旗         | ジョー・ケリー             | 右                         | 右                         | 25                         | 初                         | なし                       | 投手                     | 46                       | カナダの旗               | ライアン・デンプスター       | 右                       | 右                       | 36                       | 初                       | なし                     |
| 投手                       | 31                         | アメリカ合衆国の旗         | ランス・リン               | 右                         | 右                         | 26                         | 02年ぶり2回目              | 1回                        | 投手                     | 22                       | ベネズエラの旗           | フェリックス・ドゥブロン     | 左                       | 左                       | 26                       | 初                       | なし                     |
| 投手                       | 61                         | アメリカ合衆国の旗         | セス・メイネス             | 右                         | 右                         | 25                         | 初                         | なし                       | 投手                     | 41                       | アメリカ合衆国の旗       | ジョン・ラッキー             | 右                       | 右                       | 35                       | 11年ぶり2回目            | 1回                      |
| 投手                       | 62                         | ドミニカ共和国の旗         | カルロス・マルティネス     | 右                         | 右                         | 22                         | 初                         | なし                       | 投手                     | 31                       | アメリカ合衆国の旗       | ジョン・レスター             | 左                       | 左                       | 29                       | 06年ぶり2回目            | 1回                      |
| 投手                       | 40                         | アメリカ合衆国の旗         | シェルビー・ミラー         | 右                         | 右                         | 24                         | 初                         | なし                       | 投手                     | 56                       | ベネズエラの旗           | フランクリン・モラレス       | 左                       | 左                       | 27                       | 06年ぶり2回目            | なし                     |
| 投手                       | 44                         | ベネズエラの旗             | エドワード・ムヒカ★        | 右                         | 右                         | 29                         | 初                         | なし                       | 投手                     | 44                       | アメリカ合衆国の旗       | ジェイク・ピービー＃         | 右                       | 右                       | 32                       | 初                       | なし                     |
| 投手                       | 26                         | アメリカ合衆国の旗         | トレバー・ローゼンタール   | 右                         | 右                         | 23                         | 初                         | なし                       | 投手                     | 36                       | 日本の旗                 | 田澤純一                     | 右                       | 右                       | 27                       | 初                       | なし                     |
| 投手                       | 46                         | アメリカ合衆国の旗         | ケビン・シーグリスト       | 左                         | 左                         | 24                         | 初                         | なし                       | 投手                     | 19                       | 日本の旗                 | 上原浩治◎                    | 右                       | 右                       | 38                       | 初                       | なし                     |
| 投手                       | 52                         | アメリカ合衆国の旗         | マイケル・ワカ◎            | 右                         | 右                         | 22                         | 初                         | なし                       | 投手                     | 67                       | アメリカ合衆国の旗       | ブランドン・ワークマン       | 右                       | 右                       | 25                       | 初                       | なし                     |
| 投手                       | 50                         | アメリカ合衆国の旗         | アダム・ウェインライト★    | 右                         | 右                         | 32                         | 07年ぶり2回目              | 1回                        | 捕手                     | 3                        | アメリカ合衆国の旗       | デビッド・ロス               | 右                       | 右                       | 36                       | 初                       | なし                     |
| 捕手                       | 48                         | アメリカ合衆国の旗         | トニー・クルーズ           | 右                         | 右                         | 27                         | 初                         | なし                       | 捕手                     | 39                       | アメリカ合衆国の旗       | ジャロッド・サルタラマッキア | 右                       | 両                       | 28                       | 初                       | なし                     |
| 捕手                       | 4                          | プエルトリコの旗           | ヤディアー・モリーナ★      | 右                         | 右                         | 31                         | 02年ぶり4回目              | 2回                        | 内野手                   | 72                       | アルバの旗               | ザンダー・ボガーツ           | 右                       | 右                       | 21                       | 初                       | なし                     |
| 内野手                     | 53                         | アメリカ合衆国の旗         | マット・アダムス           | 右                         | 左                         | 25                         | 初                         | なし                       | 内野手                   | 7                        | アメリカ合衆国の旗       | スティーブン・ドリュー       | 右                       | 左                       | 30                       | 初                       | なし                     |
| 内野手                     | 13                         | アメリカ合衆国の旗         | マット・カーペンター★      | 右                         | 左                         | 27                         | 初                         | なし                       | 内野手                   | 16                       | アメリカ合衆国の旗       | ウィル・ミドルブルックス     | 右                       | 右                       | 25                       | 初                       | なし                     |
| 内野手                     | 21                         | アメリカ合衆国の旗         | アレン・クレイグ★          | 右                         | 右                         | 29                         | 02年ぶり2回目              | 1回                        | 内野手                   | 12                       | アメリカ合衆国の旗       | マイク・ナポリ               | 右                       | 右                       | 31                       | 02年ぶり2回目            | なし                     |
| 内野手                     | 33                         | アメリカ合衆国の旗         | ダニエル・デスカルソ       | 右                         | 左                         | 27                         | 02年ぶり2回目              | 1回                        | 内野手                   | 34                       | ドミニカ共和国の旗       | デビッド・オルティーズ★      | 左                       | 左                       | 38                       | 06年ぶり3回目            | 2回                      |
| 内野手                     | 23                         | アメリカ合衆国の旗         | デビッド・フリース         | 右                         | 右                         | 30                         | 02年ぶり2回目              | 1回                        | 内野手                   | 15                       | アメリカ合衆国の旗       | ダスティン・ペドロイア★      | 右                       | 右                       | 30                       | 06年ぶり2回目            | 1回                      |
| 内野手                     | 38                         | アメリカ合衆国の旗         | ピート・コズマ             | 右                         | 右                         | 25                         | 初                         | なし                       | 外野手                   | 50                       | アメリカ合衆国の旗       | クインティン・ベリー＃       | 左                       | 左                       | 28                       | 02年連続2回目            | なし                     |
| 内野手                     | 16                         | アメリカ合衆国の旗         | コルテン・ウォン           | 右                         | 左                         | 23                         | 初                         | なし                       | 外野手                   | 37                       | アメリカ合衆国の旗       | マイク・カープ               | 右                       | 左                       | 27                       | 初                       | なし                     |
| 外野手                     | 3                          | プエルトリコの旗           | カルロス・ベルトラン★      | 右                         | 両                         | 36                         | 初                         | なし                       | 外野手                   | 2                        | アメリカ合衆国の旗       | ジャコビー・エルズベリー     | 左                       | 左                       | 30                       | 06年ぶり2回目            | 1回                      |
| 外野手                     | 7                          | アメリカ合衆国の旗         | マット・ホリデイ           | 右                         | 右                         | 33                         | 02年ぶり3回目              | 1回                        | 外野手                   | 5                        | アメリカ合衆国の旗       | ジョニー・ゴームズ           | 右                       | 右                       | 32                       | 初                       | なし                     |
| 外野手                     | 19                         | アメリカ合衆国の旗         | ジョン・ジェイ             | 左                         | 左                         | 28                         | 02年ぶり2回目              | 1回                        | 外野手                   | 29                       | アメリカ合衆国の旗       | ダニエル・ナバ               | 左                       | 両                       | 30                       | 初                       | なし                     |
| 外野手                     | 43                         | アメリカ合衆国の旗         | シェーン・ロビンソン       | 右                         | 右                         | 28                         | 初                         | なし                       | 外野手                   | 18                       | アメリカ合衆国の旗       | シェーン・ビクトリーノ       | 右                       | 両                       | 32                       | 04年ぶり3回目            | 1回                      |

カージナルスはリーグ優勝決定戦のロースターから野手を入れ替え、外野手のアドロン・チェンバースに代えて内野手のアレン・クレイグを登録した。クレイグはレギュラーシーズンでは134試合に出場し、打率.315・13本塁打・97打点・OPS.830という成績を残していた。ただ、9月4日の試合で内野安打を放った際に左足をひねって負傷退場し、以降の試合は欠場していた。チェンバースを外したのは、内野手のマット・カーペンターが外野もこなせるうえ、その場合に内野に入るコルテン・ウォンがチェンバースと同程度の俊足の持ち主であることが大きい。一方のレッドソックスは、リーグ優勝決定戦からのロースター変更はない。
カージナルス投手のジョン・アックスフォードとレッドソックス投手のライアン・デンプスターは、ともにカナダ出身である。ワールドシリーズでどちらのチームのロースターにもカナダ出身選手が入るというのは、2007年以来6年ぶり2度目である。また、レッドソックス内野手のザンダー・ボガーツはアルバ（オランダ王国の構成国）出身者で初のシリーズ出場選手、同僚の救援投手・田澤純一は日本プロ野球を経ずにMLB入りしてシリーズに出場する初の日本人選手となった。

## 試合結果
2013年のワールドシリーズは10月23日に開幕し、途中に移動日を挟んで8日間で6試合が行われた。日程・結果は以下の通り。
| 日付                                                    | 試合  | ビジター球団（先攻）       | スコア | ホーム球団（後攻）         | 開催球場             | 開催球場                                    |
| ------------------------------------------------------- | ----- | -------------------------- | ------ | -------------------------- | -------------------- | ------------------------------------------- |
| 10月23日（水）                                          | 第1戦 | セントルイス・カージナルス | 1－8   | ボストン・レッドソックス   | フェンウェイ・パーク | フェンウェイ・ · パークブッシュ・スタジアム |
| 10月24日（木）                                          | 第2戦 | セントルイス・カージナルス | 4－2   | ボストン・レッドソックス   | フェンウェイ・パーク | フェンウェイ・ · パークブッシュ・スタジアム |
| 10月25日（金）                                          |       | 移動日                     | 移動日 | 移動日                     |                      | フェンウェイ・ · パークブッシュ・スタジアム |
| 10月26日（土）                                          | 第3戦 | ボストン・レッドソックス   | 4－5x  | セントルイス・カージナルス | ブッシュ・スタジアム | フェンウェイ・ · パークブッシュ・スタジアム |
| 10月27日（日）                                          | 第4戦 | ボストン・レッドソックス   | 4－2   | セントルイス・カージナルス | ブッシュ・スタジアム | フェンウェイ・ · パークブッシュ・スタジアム |
| 10月28日（月）                                          | 第5戦 | ボストン・レッドソックス   | 3－1   | セントルイス・カージナルス | ブッシュ・スタジアム | フェンウェイ・ · パークブッシュ・スタジアム |
| 10月29日（火）                                          |       | 移動日                     | 移動日 | 移動日                     |                      | フェンウェイ・ · パークブッシュ・スタジアム |
| 10月30日（水）                                          | 第6戦 | セントルイス・カージナルス | 1－6   | ボストン・レッドソックス   | フェンウェイ・パーク | フェンウェイ・ · パークブッシュ・スタジアム |
| 優勝：ボストン・レッドソックス（4勝2敗 / 6年ぶり8度目） |       |                            |        |                            |                      | フェンウェイ・ · パークブッシュ・スタジアム |

### 第1戦 10月23日
- フェンウェイ・パーク（マサチューセッツ州ボストン）

|                            | 1 | 2 | 3 | 4 | 5 | 6 | 7 | 8 | 9 | R | H | E |
| -------------------------- | - | - | - | - | - | - | - | - | - | - | - | - |
| セントルイス・カージナルス | 0 | 0 | 0 | 0 | 0 | 0 | 0 | 0 | 1 | 1 | 7 | 3 |
| ボストン・レッドソックス   | 3 | 2 | 0 | 0 | 0 | 0 | 2 | 1 | X | 8 | 8 | 1 |

1. 勝利：ジョン・レスター（1勝）
2. 敗戦：アダム・ウェインライト（1敗）
3. 本塁打
STL：マット・ホリデイ1号ソロ
BOS：デビッド・オルティーズ1号2ラン
4. 審判
［球審］ジョン・ハーシュベック（英語版）
［塁審］一塁: マーク・ウェグナー（英語版）、二塁: デイナ・デムス（英語版）、三塁: ポール・エメル（英語版）
［外審］左翼: ビル・ミラー（英語版）、右翼: ジム・ジョイス
5. 試合開始時刻: 東部夏時間（UTC-4）午後8時9分  試合時間: 3時間17分  観客: 3万8345人  気温: 50°F（10°C）
詳細: MLB.com Gameday / ESPN.com / Baseball-Reference.com / FanGraphs

| セントルイス・カージナルス | セントルイス・カージナルス | セントルイス・カージナルス | セントルイス・カージナルス | セントルイス・カージナルス                                                                                                 | ボストン・レッドソックス | ボストン・レッドソックス | ボストン・レッドソックス | ボストン・レッドソックス | ボストン・レッドソックス                                                                                               |
| -------------------------- | -------------------------- | -------------------------- | -------------------------- | --- | ------------------------ | ------------------------ | ------------------------ | ------------------------ | --- |
| 打順                       | 守備                       | 選手                       | 打席                       | A・ウェインライトY・モリーナM・アダムスM・カーペンターD・フリースP・コズマM・ホリデイS・ロビンソンC・ベルトランA・クレイグ | 打順                     | 守備                     | 選手                     | 打席                     | J・レスターD・ロスM・ナポリD・ペドロイアX・ボガーツS・ドリューJ・ゴームズJ・エルズベリーS・ビクトリーノD・オルティーズ |
| 1                          | 二                         | M・カーペンター            | 左                         | A・ウェインライトY・モリーナM・アダムスM・カーペンターD・フリースP・コズマM・ホリデイS・ロビンソンC・ベルトランA・クレイグ | 1                        | 中                       | J・エルズベリー          | 左                       | J・レスターD・ロスM・ナポリD・ペドロイアX・ボガーツS・ドリューJ・ゴームズJ・エルズベリーS・ビクトリーノD・オルティーズ |
| 2                          | 右                         | C・ベルトラン              | 両                         | A・ウェインライトY・モリーナM・アダムスM・カーペンターD・フリースP・コズマM・ホリデイS・ロビンソンC・ベルトランA・クレイグ | 2                        | 右                       | S・ビクトリーノ          | 両                       | J・レスターD・ロスM・ナポリD・ペドロイアX・ボガーツS・ドリューJ・ゴームズJ・エルズベリーS・ビクトリーノD・オルティーズ |
| 3                          | 左                         | M・ホリデイ                | 右                         | A・ウェインライトY・モリーナM・アダムスM・カーペンターD・フリースP・コズマM・ホリデイS・ロビンソンC・ベルトランA・クレイグ | 3                        | 二                       | D・ペドロイア            | 右                       | J・レスターD・ロスM・ナポリD・ペドロイアX・ボガーツS・ドリューJ・ゴームズJ・エルズベリーS・ビクトリーノD・オルティーズ |
| 4                          | DH                         | A・クレイグ                | 右                         | A・ウェインライトY・モリーナM・アダムスM・カーペンターD・フリースP・コズマM・ホリデイS・ロビンソンC・ベルトランA・クレイグ | 4                        | DH                       | D・オルティーズ          | 左                       | J・レスターD・ロスM・ナポリD・ペドロイアX・ボガーツS・ドリューJ・ゴームズJ・エルズベリーS・ビクトリーノD・オルティーズ |
| 5                          | 捕                         | Y・モリーナ                | 右                         | A・ウェインライトY・モリーナM・アダムスM・カーペンターD・フリースP・コズマM・ホリデイS・ロビンソンC・ベルトランA・クレイグ | 5                        | 一                       | M・ナポリ                | 右                       | J・レスターD・ロスM・ナポリD・ペドロイアX・ボガーツS・ドリューJ・ゴームズJ・エルズベリーS・ビクトリーノD・オルティーズ |
| 6                          | 三                         | D・フリース                | 右                         | A・ウェインライトY・モリーナM・アダムスM・カーペンターD・フリースP・コズマM・ホリデイS・ロビンソンC・ベルトランA・クレイグ | 6                        | 左                       | J・ゴームズ              | 右                       | J・レスターD・ロスM・ナポリD・ペドロイアX・ボガーツS・ドリューJ・ゴームズJ・エルズベリーS・ビクトリーノD・オルティーズ |
| 7                          | 一                         | M・アダムス                | 左                         | A・ウェインライトY・モリーナM・アダムスM・カーペンターD・フリースP・コズマM・ホリデイS・ロビンソンC・ベルトランA・クレイグ | 7                        | 三                       | X・ボガーツ              | 右                       | J・レスターD・ロスM・ナポリD・ペドロイアX・ボガーツS・ドリューJ・ゴームズJ・エルズベリーS・ビクトリーノD・オルティーズ |
| 8                          | 中                         | S・ロビンソン              | 右                         | A・ウェインライトY・モリーナM・アダムスM・カーペンターD・フリースP・コズマM・ホリデイS・ロビンソンC・ベルトランA・クレイグ | 8                        | 遊                       | S・ドリュー              | 左                       | J・レスターD・ロスM・ナポリD・ペドロイアX・ボガーツS・ドリューJ・ゴームズJ・エルズベリーS・ビクトリーノD・オルティーズ |
| 9                          | 遊                         | P・コズマ                  | 右                         | A・ウェインライトY・モリーナM・アダムスM・カーペンターD・フリースP・コズマM・ホリデイS・ロビンソンC・ベルトランA・クレイグ | 9                        | 捕                       | D・ロス                  | 右                       | J・レスターD・ロスM・ナポリD・ペドロイアX・ボガーツS・ドリューJ・ゴームズJ・エルズベリーS・ビクトリーノD・オルティーズ |
| 先発投手                   | 先発投手                   | 先発投手                   | 投球                       | A・ウェインライトY・モリーナM・アダムスM・カーペンターD・フリースP・コズマM・ホリデイS・ロビンソンC・ベルトランA・クレイグ | 先発投手                 | 先発投手                 | 先発投手                 | 投球                     | J・レスターD・ロスM・ナポリD・ペドロイアX・ボガーツS・ドリューJ・ゴームズJ・エルズベリーS・ビクトリーノD・オルティーズ |
| A・ウェインライト          | A・ウェインライト          | A・ウェインライト          | 右                         | A・ウェインライトY・モリーナM・アダムスM・カーペンターD・フリースP・コズマM・ホリデイS・ロビンソンC・ベルトランA・クレイグ | J・レスター              | J・レスター              | J・レスター              | 左                       | J・レスターD・ロスM・ナポリD・ペドロイアX・ボガーツS・ドリューJ・ゴームズJ・エルズベリーS・ビクトリーノD・オルティーズ |

### 第2戦 10月24日
- フェンウェイ・パーク（マサチューセッツ州ボストン）

|                            | 1 | 2 | 3 | 4 | 5 | 6 | 7 | 8 | 9 | R | H | E |
| -------------------------- | - | - | - | - | - | - | - | - | - | - | - | - |
| セントルイス・カージナルス | 0 | 0 | 0 | 1 | 0 | 0 | 3 | 0 | 0 | 4 | 7 | 1 |
| ボストン・レッドソックス   | 0 | 0 | 0 | 0 | 0 | 2 | 0 | 0 | 0 | 2 | 4 | 2 |

1. 勝利：マイケル・ワカ（1勝）
2. セーブ：トレバー・ローゼンタール（1S）
3. 敗戦：ジョン・ラッキー（1敗）
4. 本塁打
BOS：デビッド・オルティーズ2号2ラン
5. 審判
［球審］マーク・ウェグナー（英語版）
［塁審］一塁: デイナ・デムス（英語版）、二塁: ポール・エメル（英語版）、三塁: ビル・ミラー（英語版）
［外審］左翼: ジム・ジョイス、右翼: ジョン・ハーシュベック（英語版）
6. 試合開始時刻: 東部夏時間（UTC-4）午後8時9分  試合時間: 3時間5分  観客: 3万8436人  気温: 49°F（9.4°C）
詳細: MLB.com Gameday / ESPN.com / Baseball-Reference.com / FanGraphs

| セントルイス・カージナルス | セントルイス・カージナルス | セントルイス・カージナルス | セントルイス・カージナルス | セントルイス・カージナルス                                                                                       | ボストン・レッドソックス | ボストン・レッドソックス | ボストン・レッドソックス | ボストン・レッドソックス | ボストン・レッドソックス |
| -------------------------- | -------------------------- | -------------------------- | -------------------------- | --- | ------------------------ | ------------------------ | ------------------------ | ------------------------ | --- |
| 打順                       | 守備                       | 選手                       | 打席                       | M・ワカY・モリーナM・アダムスM・カーペンターD・フリースD・デスカルソM・ホリデイJ・ジェイC・ベルトランA・クレイグ | 打順                     | 守備                     | 選手                     | 打席                     | J・ラッキーJ・サルタラマッキアM・ナポリD・ペドロイアX・ボガーツS・ドリューJ・ゴームズJ・エルズベリーS・ビクトリーノD・オルティーズ |
| 1                          | 二                         | M・カーペンター            | 左                         | M・ワカY・モリーナM・アダムスM・カーペンターD・フリースD・デスカルソM・ホリデイJ・ジェイC・ベルトランA・クレイグ | 1                        | 中                       | J・エルズベリー          | 左                       | J・ラッキーJ・サルタラマッキアM・ナポリD・ペドロイアX・ボガーツS・ドリューJ・ゴームズJ・エルズベリーS・ビクトリーノD・オルティーズ |
| 2                          | 右                         | C・ベルトラン              | 両                         | M・ワカY・モリーナM・アダムスM・カーペンターD・フリースD・デスカルソM・ホリデイJ・ジェイC・ベルトランA・クレイグ | 2                        | 右                       | S・ビクトリーノ          | 両                       | J・ラッキーJ・サルタラマッキアM・ナポリD・ペドロイアX・ボガーツS・ドリューJ・ゴームズJ・エルズベリーS・ビクトリーノD・オルティーズ |
| 3                          | 左                         | M・ホリデイ                | 右                         | M・ワカY・モリーナM・アダムスM・カーペンターD・フリースD・デスカルソM・ホリデイJ・ジェイC・ベルトランA・クレイグ | 3                        | 二                       | D・ペドロイア            | 右                       | J・ラッキーJ・サルタラマッキアM・ナポリD・ペドロイアX・ボガーツS・ドリューJ・ゴームズJ・エルズベリーS・ビクトリーノD・オルティーズ |
| 4                          | 一                         | M・アダムス                | 左                         | M・ワカY・モリーナM・アダムスM・カーペンターD・フリースD・デスカルソM・ホリデイJ・ジェイC・ベルトランA・クレイグ | 4                        | DH                       | D・オルティーズ          | 左                       | J・ラッキーJ・サルタラマッキアM・ナポリD・ペドロイアX・ボガーツS・ドリューJ・ゴームズJ・エルズベリーS・ビクトリーノD・オルティーズ |
| 5                          | 捕                         | Y・モリーナ                | 右                         | M・ワカY・モリーナM・アダムスM・カーペンターD・フリースD・デスカルソM・ホリデイJ・ジェイC・ベルトランA・クレイグ | 5                        | 一                       | M・ナポリ                | 右                       | J・ラッキーJ・サルタラマッキアM・ナポリD・ペドロイアX・ボガーツS・ドリューJ・ゴームズJ・エルズベリーS・ビクトリーノD・オルティーズ |
| 6                          | DH                         | A・クレイグ                | 右                         | M・ワカY・モリーナM・アダムスM・カーペンターD・フリースD・デスカルソM・ホリデイJ・ジェイC・ベルトランA・クレイグ | 6                        | 左                       | J・ゴームズ              | 右                       | J・ラッキーJ・サルタラマッキアM・ナポリD・ペドロイアX・ボガーツS・ドリューJ・ゴームズJ・エルズベリーS・ビクトリーノD・オルティーズ |
| 7                          | 三                         | D・フリース                | 右                         | M・ワカY・モリーナM・アダムスM・カーペンターD・フリースD・デスカルソM・ホリデイJ・ジェイC・ベルトランA・クレイグ | 7                        | 捕                       | J・サルタラマッキア      | 両                       | J・ラッキーJ・サルタラマッキアM・ナポリD・ペドロイアX・ボガーツS・ドリューJ・ゴームズJ・エルズベリーS・ビクトリーノD・オルティーズ |
| 8                          | 中                         | J・ジェイ                  | 左                         | M・ワカY・モリーナM・アダムスM・カーペンターD・フリースD・デスカルソM・ホリデイJ・ジェイC・ベルトランA・クレイグ | 8                        | 遊                       | S・ドリュー              | 左                       | J・ラッキーJ・サルタラマッキアM・ナポリD・ペドロイアX・ボガーツS・ドリューJ・ゴームズJ・エルズベリーS・ビクトリーノD・オルティーズ |
| 9                          | 遊                         | D・デスカルソ              | 左                         | M・ワカY・モリーナM・アダムスM・カーペンターD・フリースD・デスカルソM・ホリデイJ・ジェイC・ベルトランA・クレイグ | 9                        | 三                       | X・ボガーツ              | 右                       | J・ラッキーJ・サルタラマッキアM・ナポリD・ペドロイアX・ボガーツS・ドリューJ・ゴームズJ・エルズベリーS・ビクトリーノD・オルティーズ |
| 先発投手                   | 先発投手                   | 先発投手                   | 投球                       | M・ワカY・モリーナM・アダムスM・カーペンターD・フリースD・デスカルソM・ホリデイJ・ジェイC・ベルトランA・クレイグ | 先発投手                 | 先発投手                 | 先発投手                 | 投球                     | J・ラッキーJ・サルタラマッキアM・ナポリD・ペドロイアX・ボガーツS・ドリューJ・ゴームズJ・エルズベリーS・ビクトリーノD・オルティーズ |
| M・ワカ                    | M・ワカ                    | M・ワカ                    | 右                         | M・ワカY・モリーナM・アダムスM・カーペンターD・フリースD・デスカルソM・ホリデイJ・ジェイC・ベルトランA・クレイグ | J・ラッキー              | J・ラッキー              | J・ラッキー              | 右                       | J・ラッキーJ・サルタラマッキアM・ナポリD・ペドロイアX・ボガーツS・ドリューJ・ゴームズJ・エルズベリーS・ビクトリーノD・オルティーズ |

### 第3戦 10月26日
- ブッシュ・スタジアム（ミズーリ州セントルイス）

|                            | 1 | 2 | 3 | 4 | 5 | 6 | 7 | 8 | 9  | R | H  | E |
| -------------------------- | - | - | - | - | - | - | - | - | -- | - | -- | - |
| ボストン・レッドソックス   | 0 | 0 | 0 | 0 | 1 | 1 | 0 | 2 | 0  | 4 | 6  | 2 |
| セントルイス・カージナルス | 2 | 0 | 0 | 0 | 0 | 0 | 2 | 0 | 1x | 5 | 12 | 0 |

1. 勝利：トレバー・ローゼンタール（1勝1S）
2. 敗戦：ブランドン・ワークマン（1敗）
3. 審判
［球審］デイナ・デムス（英語版）
［塁審］一塁: ポール・エメル（英語版）、二塁: ビル・ミラー（英語版）、三塁: ジム・ジョイス
［外審］左翼: ジョン・ハーシュベック（英語版）、右翼: マーク・ウェグナー（英語版）
4. 試合開始時刻: 中部夏時間（UTC-5）午後7時8分  試合時間: 3時間54分  観客: 4万7432人  気温: 58°F（14.4°C）
詳細: MLB.com Gameday / ESPN.com / Baseball-Reference.com / FanGraphs

| ボストン・レッドソックス | ボストン・レッドソックス | ボストン・レッドソックス | ボストン・レッドソックス | ボストン・レッドソックス | セントルイス・カージナルス | セントルイス・カージナルス | セントルイス・カージナルス | セントルイス・カージナルス | セントルイス・カージナルス                                                                                  |
| ------------------------ | ------------------------ | ------------------------ | ------------------------ | --- | -------------------------- | -------------------------- | -------------------------- | -------------------------- | --- |
| 打順                     | 守備                     | 選手                     | 打席                     | J・ピービーJ・サルタラマッキアD・オル · ティーズD・ペドロイアX・ボガーツS・ドリューD・ナバJ・エルズベリーS・ビクトリーノ（なし） | 打順                       | 守備                       | 選手                       | 打席                       | J・ケリーY・モリーナM・アダムスM・カーペンターD・フリースP・コズマM・ホリデイJ・ジェイC・ベルトラン（なし） |
| 1                        | 中                       | J・エルズベリー          | 左                       | J・ピービーJ・サルタラマッキアD・オル · ティーズD・ペドロイアX・ボガーツS・ドリューD・ナバJ・エルズベリーS・ビクトリーノ（なし） | 1                          | 二                         | M・カーペンター            | 左                         | J・ケリーY・モリーナM・アダムスM・カーペンターD・フリースP・コズマM・ホリデイJ・ジェイC・ベルトラン（なし） |
| 2                        | 右                       | S・ビクトリーノ          | 両                       | J・ピービーJ・サルタラマッキアD・オル · ティーズD・ペドロイアX・ボガーツS・ドリューD・ナバJ・エルズベリーS・ビクトリーノ（なし） | 2                          | 右                         | C・ベルトラン              | 両                         | J・ケリーY・モリーナM・アダムスM・カーペンターD・フリースP・コズマM・ホリデイJ・ジェイC・ベルトラン（なし） |
| 3                        | 二                       | D・ペドロイア            | 右                       | J・ピービーJ・サルタラマッキアD・オル · ティーズD・ペドロイアX・ボガーツS・ドリューD・ナバJ・エルズベリーS・ビクトリーノ（なし） | 3                          | 左                         | M・ホリデイ                | 右                         | J・ケリーY・モリーナM・アダムスM・カーペンターD・フリースP・コズマM・ホリデイJ・ジェイC・ベルトラン（なし） |
| 4                        | 一                       | D・オルティーズ          | 左                       | J・ピービーJ・サルタラマッキアD・オル · ティーズD・ペドロイアX・ボガーツS・ドリューD・ナバJ・エルズベリーS・ビクトリーノ（なし） | 4                          | 一                         | M・アダムス                | 左                         | J・ケリーY・モリーナM・アダムスM・カーペンターD・フリースP・コズマM・ホリデイJ・ジェイC・ベルトラン（なし） |
| 5                        | 左                       | D・ナバ                  | 両                       | J・ピービーJ・サルタラマッキアD・オル · ティーズD・ペドロイアX・ボガーツS・ドリューD・ナバJ・エルズベリーS・ビクトリーノ（なし） | 5                          | 捕                         | Y・モリーナ                | 右                         | J・ケリーY・モリーナM・アダムスM・カーペンターD・フリースP・コズマM・ホリデイJ・ジェイC・ベルトラン（なし） |
| 6                        | 三                       | X・ボガーツ              | 右                       | J・ピービーJ・サルタラマッキアD・オル · ティーズD・ペドロイアX・ボガーツS・ドリューD・ナバJ・エルズベリーS・ビクトリーノ（なし） | 6                          | 三                         | D・フリース                | 右                         | J・ケリーY・モリーナM・アダムスM・カーペンターD・フリースP・コズマM・ホリデイJ・ジェイC・ベルトラン（なし） |
| 7                        | 捕                       | J・サルタラマッキア      | 両                       | J・ピービーJ・サルタラマッキアD・オル · ティーズD・ペドロイアX・ボガーツS・ドリューD・ナバJ・エルズベリーS・ビクトリーノ（なし） | 7                          | 中                         | J・ジェイ                  | 左                         | J・ケリーY・モリーナM・アダムスM・カーペンターD・フリースP・コズマM・ホリデイJ・ジェイC・ベルトラン（なし） |
| 8                        | 遊                       | S・ドリュー              | 左                       | J・ピービーJ・サルタラマッキアD・オル · ティーズD・ペドロイアX・ボガーツS・ドリューD・ナバJ・エルズベリーS・ビクトリーノ（なし） | 8                          | 遊                         | P・コズマ                  | 右                         | J・ケリーY・モリーナM・アダムスM・カーペンターD・フリースP・コズマM・ホリデイJ・ジェイC・ベルトラン（なし） |
| 9                        | 投                       | J・ピービー              | 右                       | J・ピービーJ・サルタラマッキアD・オル · ティーズD・ペドロイアX・ボガーツS・ドリューD・ナバJ・エルズベリーS・ビクトリーノ（なし） | 9                          | 投                         | J・ケリー                  | 右                         | J・ケリーY・モリーナM・アダムスM・カーペンターD・フリースP・コズマM・ホリデイJ・ジェイC・ベルトラン（なし） |
| 先発投手                 | 先発投手                 | 先発投手                 | 投球                     | J・ピービーJ・サルタラマッキアD・オル · ティーズD・ペドロイアX・ボガーツS・ドリューD・ナバJ・エルズベリーS・ビクトリーノ（なし） | 先発投手                   | 先発投手                   | 先発投手                   | 投球                       | J・ケリーY・モリーナM・アダムスM・カーペンターD・フリースP・コズマM・ホリデイJ・ジェイC・ベルトラン（なし） |
| J・ピービー              | J・ピービー              | J・ピービー              | 右                       | J・ピービーJ・サルタラマッキアD・オル · ティーズD・ペドロイアX・ボガーツS・ドリューD・ナバJ・エルズベリーS・ビクトリーノ（なし） | J・ケリー                  | J・ケリー                  | J・ケリー                  | 右                         | J・ケリーY・モリーナM・アダムスM・カーペンターD・フリースP・コズマM・ホリデイJ・ジェイC・ベルトラン（なし） |

フェンウェイ・パークでの最初の2試合は1勝1敗の五分となり、シリーズは移動日を挟んで舞台をブッシュ・スタジアムへ移した。MLB機構はこの日、社会貢献活動に寄与した選手を表彰するロベルト・クレメンテ賞について、2013年の受賞者がカージナルスのカルロス・ベルトランに決まったと発表し、試合前のフィールドで表彰式を行った。彼はスポーツと教育を通して若者を支援する "カルロス・ベルトラン基金" を設立し、その活動の一環として故郷プエルトリコで、400万ドル以上を投じて野球アカデミーを運営してきた。ワールドシリーズに出場する選手がその年の同賞を受賞するのは、2009年のデレク・ジーター以来4年ぶり7人目となる。第3戦の先発投手は、カージナルスはジョー・ケリー、レッドソックスはジェイク・ピービー。このポストシーズンでの成績は、ケリーが3試合16.1イニングで0勝1敗・防御率4.41、ピービーが2試合8.2イニングで0勝1敗・防御率8.31である。

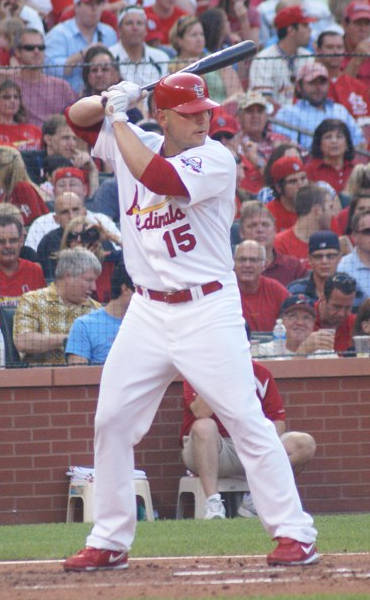
マット・ホリデイはこの日3打点を挙げる活躍を見せた（写真は2009年8月15日撮影）

1回表のレッドソックスの攻撃は、2番シェーン・ビクトリーノの打球をケリーが素手で直接掴んで投ゴロにするなど、三者凡退で終了した。ケリーはこのプレイについて「とっさの反応だよ、ワールドシリーズでは最善を尽くしたいだろ。普段なら手は出さないけどね」と説明した。試合が動き始めたのは、その裏のカージナルスの攻撃から。1番マット・カーペンターが右前打で出塁し、2番カルロス・ベルトランが犠牲バントでカーペンターを得点圏へ進めた。この好機にまず3番マット・ホリデイが適時右前打を放ち、カージナルスが1点を奪った。さらに4番マット・アダムスの右前打で一死一・二塁とすると、5番ヤディアー・モリーナも初球の低めカッターを左前へ運んでホリデイを還し、もう1点を追加した。カージナルスはこの回先頭打者から犠打を挟んで4連打を記録し、2点を先制した。ただピービーは、後続を打ち取ってからは2回・3回と打者3人ずつで相手の攻撃を終わらせた。対するケリーは、最初の3イニングで1人の走者も出していない。
ピービーは4回裏、無死一・二塁から7番ジョン・ジェイに中前打を許すが、二塁走者モリーナが三塁で止まったため失点を免れ、満塁の危機を三振と内野フライ2つで乗り切って2点リードを保った。5回表、ケリーは先頭の6番ザンダー・ボガーツに右中間を破る当たりを打たれる。これを右翼手ベルトランが捕球できず後ろに逸らし、ボガーツはその隙に三塁まで到達した。記録は三塁打となり、21歳のボガーツはタイ・カッブ（1907年）とミッキー・マントル（1952年）の殿堂入り2選手に次ぐ史上3番目の若さで、ワールドシリーズで三塁打を放ったことになる。一死一・三塁となったあと、9番ピービーの代打マイク・カープの内野ゴロの間にボガーツが生還し、レッドソックスは1点差に追い上げた。ケリーは6回表も先頭の2番ビクトリーノを四球で歩かせ、一死一塁とされたところで降板となった。一塁走者ビクトリーノは、4番デビッド・オルティーズの右前打で一気に三塁へ進み、5番ナバの左前打で同点のホームを踏んだ。
7回裏、カージナルスは先頭のカーペンターが遊撃へゴロを打つが、この回に三塁から遊撃へ移ったボガーツの一塁送球が乱れて内野安打になった。続く2番ベルトランも死球で出塁して無死一・二塁になり、3番ホリデイに打順がまわったところでレッドソックスは投手を田澤純一に代えた。ホリデイは1ボール1ストライクからの3球目、内角低めボールゾーンへのフォークボールを引っ張って三塁線を破る二塁打にし、2走者を還してチームに再びリードをもたらした。しかしレッドソックスはその直後の8回表、カージナルスの5番手カルロス・マルティネスから一死満塁の好機を作った。カージナルスは抑え投手トレバー・ローゼンタールを投入したが、まず5番ナバのニゴロの間に1点が加わる。さらに6番ボガーツの内野ゴロが高く跳ね、遊撃手ピート・コズマのグラブをかすめる内野安打となり、試合は4－4の同点に戻った。レッドソックスは8回裏をブランドン・ワークマンに投げさせ、9回表のワークマンの打順では代打を出さなかった。

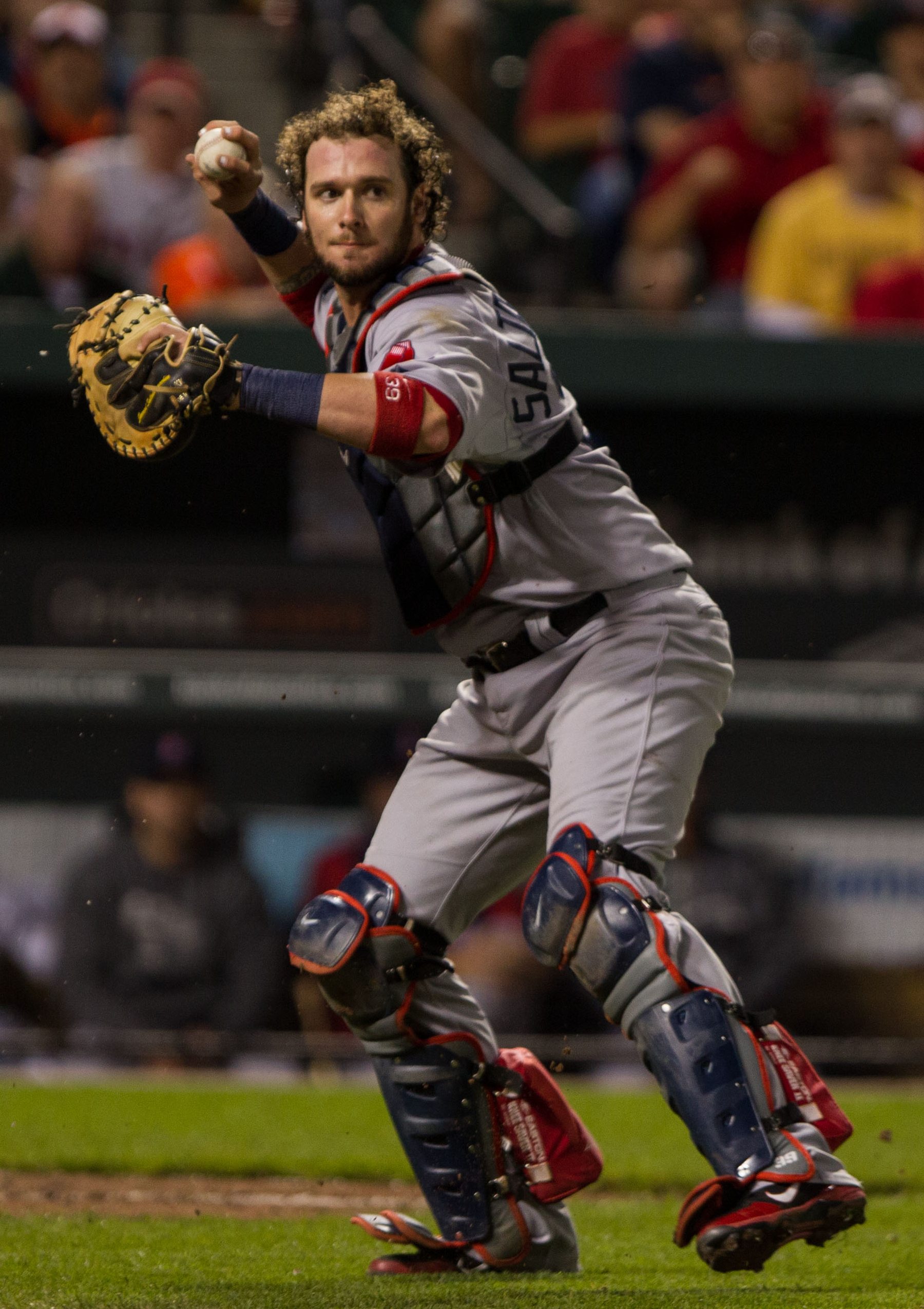
ジャロッド・サルタラマッキアの三塁送球がきっかけとなり、前代未聞のサヨナラ走塁妨害が生まれた（写真は2012年5月21日撮影）

ワークマンが続投した9回裏、カージナルスは一死から5番モリーナが右前打でサヨナラの走者として出塁する。このタイミングでレッドソックスは、抑え投手の上原浩治をマウンドに送った。しかし上原は代打アレン・クレイグに二塁打を浴び、一死二・三塁と危機を広げた。一塁が空いているにもかかわらず、レッドソックスは7番ジェイとの勝負を選んだ。ジェイは0ボール1ストライクからの2球目、81mph（約130.4km/h）の外角スプリッターを中堅方向へ弾き返した。この打球を二塁手ダスティン・ペドロイアが横っ飛びで捕り、走者がスタートを切っているのを見て本塁に送球する。これにより三塁走者モリーナは本塁でタッチアウトとなった。とここで、二塁走者クレイグが三塁へ向かっていたため、捕手ジャロッド・サルタラマッキアは三塁へ送球した。しかしこれが悪送球となり、三塁手ウィル・ミドルブルックスはボールを捕れずに倒れこんだ。クレイグはミドルブルックスと交錯し足をもつれさせながら本塁へ走った。悪送球をカバーした左翼手ナバが本塁へ返球し、サルタラマッキアがクレイグにタッチする。タイミングは完全にアウトだったが、球審デイナ・デムスはセーフを宣告し、三塁方向を指した。実はクレイグとミドルブルックスが交錯した際、三塁塁審ジム・ジョイスが走塁妨害をとっていた。これによりクレイグの生還が認められ、カージナルスがサヨナラ勝ちを収めた。
試合後、今シリーズの責任審判ジョン・ハーシュベック、球審のデムスと三塁塁審のジョイス、そしてMLB機構副会長のジョー・トーリが記者会見を行った。ハーシュベックは「走塁妨害というのは、野手の動きがボールを捕ろうとするものではないときに、その動きが走者を妨げることだ。それが故意である必要はない、いいね？」と説明した。また重要な点だとして「もしクレイグが本塁の20フィート（約6.1メートル）手前でアウトになっていたら、走塁妨害とはせず彼はそのままアウトだ。しかし今回のようにクロスプレイとなれば、明らかに走塁妨害だ」とも述べた。ハーシュベックとジョイスはともに実働25年以上のベテランだが、サヨナラ走塁妨害の経験はあるかと訊かれると2人とも「いいや」と答えた。実際、サヨナラ走塁妨害はワールドシリーズのみならずポストシーズン全体を通じて史上初めての出来事である。ハーシュベックによれば、ワールドシリーズという大舞台で冷静にこの判定を下したジョイスを、他の審判はロッカールームで賞賛したという。

### 第4戦 10月27日
- ブッシュ・スタジアム（ミズーリ州セントルイス）

|                            | 1 | 2 | 3 | 4 | 5 | 6 | 7 | 8 | 9 | R | H | E |
| -------------------------- | - | - | - | - | - | - | - | - | - | - | - | - |
| ボストン・レッドソックス   | 0 | 0 | 0 | 0 | 1 | 3 | 0 | 0 | 0 | 4 | 6 | 2 |
| セントルイス・カージナルス | 0 | 0 | 1 | 0 | 0 | 0 | 1 | 0 | 0 | 2 | 6 | 0 |

1. 勝利：フェリックス・ドゥブロン（1勝）
2. セーブ：上原浩治（1S）
3. 敗戦：ランス・リン（1敗）
4. 本塁打
BOS：ジョニー・ゴームズ1号3ラン
5. 審判
［球審］ポール・エメル（英語版）
［塁審］一塁: ビル・ミラー（英語版）、二塁: ジム・ジョイス、三塁: ジョン・ハーシュベック（英語版）
［外審］左翼: マーク・ウェグナー（英語版）、右翼: デイナ・デムス（英語版）
6. 試合開始時刻: 中部夏時間（UTC-5）午後7時17分  試合時間: 3時間34分  観客: 4万7469人  気温: 52°F（11.1°C）
詳細: MLB.com Gameday / ESPN.com / Baseball-Reference.com / FanGraphs

| ボストン・レッドソックス | ボストン・レッドソックス | ボストン・レッドソックス | ボストン・レッドソックス | ボストン・レッドソックス                                                                                             | セントルイス・カージナルス | セントルイス・カージナルス | セントルイス・カージナルス | セントルイス・カージナルス | セントルイス・カージナルス                                                                                    |
| ------------------------ | ------------------------ | ------------------------ | ------------------------ | --- | -------------------------- | -------------------------- | -------------------------- | -------------------------- | --- |
| 打順                     | 守備                     | 選手                     | 打席                     | C・バックホルツD・ロスD・オル · ティーズD・ペドロイアX・ボガーツS・ドリューJ・ゴームズJ・エルズベリーD・ナバ（なし） | 打順                       | 守備                       | 選手                       | 打席                       | L・リンY・モリーナM・アダムスM・カーペンターD・フリースD・デスカルソM・ホリデイJ・ジェイC・ベルトラン（なし） |
| 1                        | 中                       | J・エルズベリー          | 左                       | C・バックホルツD・ロスD・オル · ティーズD・ペドロイアX・ボガーツS・ドリューJ・ゴームズJ・エルズベリーD・ナバ（なし） | 1                          | 二                         | M・カーペンター            | 左                         | L・リンY・モリーナM・アダムスM・カーペンターD・フリースD・デスカルソM・ホリデイJ・ジェイC・ベルトラン（なし） |
| 2                        | 右                       | D・ナバ                  | 両                       | C・バックホルツD・ロスD・オル · ティーズD・ペドロイアX・ボガーツS・ドリューJ・ゴームズJ・エルズベリーD・ナバ（なし） | 2                          | 右                         | C・ベルトラン              | 両                         | L・リンY・モリーナM・アダムスM・カーペンターD・フリースD・デスカルソM・ホリデイJ・ジェイC・ベルトラン（なし） |
| 3                        | 二                       | D・ペドロイア            | 右                       | C・バックホルツD・ロスD・オル · ティーズD・ペドロイアX・ボガーツS・ドリューJ・ゴームズJ・エルズベリーD・ナバ（なし） | 3                          | 左                         | M・ホリデイ                | 右                         | L・リンY・モリーナM・アダムスM・カーペンターD・フリースD・デスカルソM・ホリデイJ・ジェイC・ベルトラン（なし） |
| 4                        | 一                       | D・オルティーズ          | 左                       | C・バックホルツD・ロスD・オル · ティーズD・ペドロイアX・ボガーツS・ドリューJ・ゴームズJ・エルズベリーD・ナバ（なし） | 4                          | 一                         | M・アダムス                | 左                         | L・リンY・モリーナM・アダムスM・カーペンターD・フリースD・デスカルソM・ホリデイJ・ジェイC・ベルトラン（なし） |
| 5                        | 左                       | J・ゴームズ              | 右                       | C・バックホルツD・ロスD・オル · ティーズD・ペドロイアX・ボガーツS・ドリューJ・ゴームズJ・エルズベリーD・ナバ（なし） | 5                          | 捕                         | Y・モリーナ                | 右                         | L・リンY・モリーナM・アダムスM・カーペンターD・フリースD・デスカルソM・ホリデイJ・ジェイC・ベルトラン（なし） |
| 6                        | 三                       | X・ボガーツ              | 右                       | C・バックホルツD・ロスD・オル · ティーズD・ペドロイアX・ボガーツS・ドリューJ・ゴームズJ・エルズベリーD・ナバ（なし） | 6                          | 中                         | J・ジェイ                  | 左                         | L・リンY・モリーナM・アダムスM・カーペンターD・フリースD・デスカルソM・ホリデイJ・ジェイC・ベルトラン（なし） |
| 7                        | 遊                       | S・ドリュー              | 左                       | C・バックホルツD・ロスD・オル · ティーズD・ペドロイアX・ボガーツS・ドリューJ・ゴームズJ・エルズベリーD・ナバ（なし） | 7                          | 三                         | D・フリース                | 右                         | L・リンY・モリーナM・アダムスM・カーペンターD・フリースD・デスカルソM・ホリデイJ・ジェイC・ベルトラン（なし） |
| 8                        | 捕                       | D・ロス                  | 右                       | C・バックホルツD・ロスD・オル · ティーズD・ペドロイアX・ボガーツS・ドリューJ・ゴームズJ・エルズベリーD・ナバ（なし） | 8                          | 遊                         | D・デスカルソ              | 左                         | L・リンY・モリーナM・アダムスM・カーペンターD・フリースD・デスカルソM・ホリデイJ・ジェイC・ベルトラン（なし） |
| 9                        | 投                       | C・バックホルツ          | 右                       | C・バックホルツD・ロスD・オル · ティーズD・ペドロイアX・ボガーツS・ドリューJ・ゴームズJ・エルズベリーD・ナバ（なし） | 9                          | 投                         | L・リン                    | 右                         | L・リンY・モリーナM・アダムスM・カーペンターD・フリースD・デスカルソM・ホリデイJ・ジェイC・ベルトラン（なし） |
| 先発投手                 | 先発投手                 | 先発投手                 | 投球                     | C・バックホルツD・ロスD・オル · ティーズD・ペドロイアX・ボガーツS・ドリューJ・ゴームズJ・エルズベリーD・ナバ（なし） | 先発投手                   | 先発投手                   | 先発投手                   | 投球                       | L・リンY・モリーナM・アダムスM・カーペンターD・フリースD・デスカルソM・ホリデイJ・ジェイC・ベルトラン（なし） |
| C・バックホルツ          | C・バックホルツ          | C・バックホルツ          | 右                       | C・バックホルツD・ロスD・オル · ティーズD・ペドロイアX・ボガーツS・ドリューJ・ゴームズJ・エルズベリーD・ナバ（なし） | L・リン                    | L・リン                    | L・リン                    | 右                         | L・リンY・モリーナM・アダムスM・カーペンターD・フリースD・デスカルソM・ホリデイJ・ジェイC・ベルトラン（なし） |

ワールドシリーズ史上初の牽制死によるゲームセット。レッドソックスの2点リードで迎えた9回裏、クローザーとしてマウンドに上がった上原浩治が、二死走者一塁の場面で代走のコルテン・ウォンを牽制アウトに仕留めて試合が終了した。なおポストシーズン史上、ランナーがアウトになって試合終了したのは、1926年のワールドシリーズにおけるベーブ・ルースの盗塁死が初。

### 第5戦 10月28日
- ブッシュ・スタジアム（ミズーリ州セントルイス）

|                            | 1 | 2 | 3 | 4 | 5 | 6 | 7 | 8 | 9 | R | H | E |
| -------------------------- | - | - | - | - | - | - | - | - | - | - | - | - |
| ボストン・レッドソックス   | 1 | 0 | 0 | 0 | 0 | 0 | 2 | 0 | 0 | 3 | 9 | 0 |
| セントルイス・カージナルス | 0 | 0 | 0 | 1 | 0 | 0 | 0 | 0 | 0 | 1 | 4 | 0 |

1. 勝利：ジョン・レスター（2勝）
2. セーブ：上原浩治（2S）
3. 敗戦：アダム・ウェインライト（2敗）
4. 本塁打
STL：マット・ホリデイ2号ソロ
5. 審判
［球審］ビル・ミラー（英語版）
［塁審］一塁: ジム・ジョイス、二塁: ジョン・ハーシュベック（英語版）、三塁: マーク・ウェグナー（英語版）
［外審］左翼: デイナ・デムス（英語版）、右翼: ポール・エメル（英語版）
6. 試合開始時刻: 中部夏時間（UTC-5）午後7時8分  試合時間: 2時間52分  観客: 4万7436人  気温: 61°F（16.1°C）
詳細: MLB.com Gameday / ESPN.com / Baseball-Reference.com / FanGraphs

| ボストン・レッドソックス | ボストン・レッドソックス | ボストン・レッドソックス | ボストン・レッドソックス | ボストン・レッドソックス                                                                                         | セントルイス・カージナルス | セントルイス・カージナルス | セントルイス・カージナルス | セントルイス・カージナルス | セントルイス・カージナルス                                                                                              |
| ------------------------ | ------------------------ | ------------------------ | ------------------------ | --- | -------------------------- | -------------------------- | -------------------------- | -------------------------- | --- |
| 打順                     | 守備                     | 選手                     | 打席                     | J・レスターD・ロスD・オル · ティーズD・ペドロイアX・ボガーツS・ドリューJ・ゴームズJ・エルズベリーD・ナバ（なし） | 打順                       | 守備                       | 選手                       | 打席                       | A・ウェインライトY・モリーナM・アダムスM・カーペンターD・フリースP・コズマM・ホリデイS・ロビンソンC・ベルトラン（なし） |
| 1                        | 中                       | J・エルズベリー          | 左                       | J・レスターD・ロスD・オル · ティーズD・ペドロイアX・ボガーツS・ドリューJ・ゴームズJ・エルズベリーD・ナバ（なし） | 1                          | 二                         | M・カーペンター            | 左                         | A・ウェインライトY・モリーナM・アダムスM・カーペンターD・フリースP・コズマM・ホリデイS・ロビンソンC・ベルトラン（なし） |
| 2                        | 二                       | D・ペドロイア            | 右                       | J・レスターD・ロスD・オル · ティーズD・ペドロイアX・ボガーツS・ドリューJ・ゴームズJ・エルズベリーD・ナバ（なし） | 2                          | 中                         | S・ロビンソン              | 右                         | A・ウェインライトY・モリーナM・アダムスM・カーペンターD・フリースP・コズマM・ホリデイS・ロビンソンC・ベルトラン（なし） |
| 3                        | 一                       | D・オルティーズ          | 左                       | J・レスターD・ロスD・オル · ティーズD・ペドロイアX・ボガーツS・ドリューJ・ゴームズJ・エルズベリーD・ナバ（なし） | 3                          | 左                         | M・ホリデイ                | 右                         | A・ウェインライトY・モリーナM・アダムスM・カーペンターD・フリースP・コズマM・ホリデイS・ロビンソンC・ベルトラン（なし） |
| 4                        | 左                       | J・ゴームズ              | 右                       | J・レスターD・ロスD・オル · ティーズD・ペドロイアX・ボガーツS・ドリューJ・ゴームズJ・エルズベリーD・ナバ（なし） | 4                          | 右                         | C・ベルトラン              | 両                         | A・ウェインライトY・モリーナM・アダムスM・カーペンターD・フリースP・コズマM・ホリデイS・ロビンソンC・ベルトラン（なし） |
| 5                        | 右                       | D・ナバ                  | 両                       | J・レスターD・ロスD・オル · ティーズD・ペドロイアX・ボガーツS・ドリューJ・ゴームズJ・エルズベリーD・ナバ（なし） | 5                          | 捕                         | Y・モリーナ                | 右                         | A・ウェインライトY・モリーナM・アダムスM・カーペンターD・フリースP・コズマM・ホリデイS・ロビンソンC・ベルトラン（なし） |
| 6                        | 三                       | X・ボガーツ              | 右                       | J・レスターD・ロスD・オル · ティーズD・ペドロイアX・ボガーツS・ドリューJ・ゴームズJ・エルズベリーD・ナバ（なし） | 6                          | 一                         | A・クレイグ                | 右                         | A・ウェインライトY・モリーナM・アダムスM・カーペンターD・フリースP・コズマM・ホリデイS・ロビンソンC・ベルトラン（なし） |
| 7                        | 遊                       | S・ドリュー              | 左                       | J・レスターD・ロスD・オル · ティーズD・ペドロイアX・ボガーツS・ドリューJ・ゴームズJ・エルズベリーD・ナバ（なし） | 7                          | 三                         | D・フリース                | 右                         | A・ウェインライトY・モリーナM・アダムスM・カーペンターD・フリースP・コズマM・ホリデイS・ロビンソンC・ベルトラン（なし） |
| 8                        | 捕                       | D・ロス                  | 右                       | J・レスターD・ロスD・オル · ティーズD・ペドロイアX・ボガーツS・ドリューJ・ゴームズJ・エルズベリーD・ナバ（なし） | 8                          | 遊                         | P・コズマ                  | 右                         | A・ウェインライトY・モリーナM・アダムスM・カーペンターD・フリースP・コズマM・ホリデイS・ロビンソンC・ベルトラン（なし） |
| 9                        | 投                       | J・レスター              | 左                       | J・レスターD・ロスD・オル · ティーズD・ペドロイアX・ボガーツS・ドリューJ・ゴームズJ・エルズベリーD・ナバ（なし） | 9                          | 投                         | A・ウェインライト          | 右                         | A・ウェインライトY・モリーナM・アダムスM・カーペンターD・フリースP・コズマM・ホリデイS・ロビンソンC・ベルトラン（なし） |
| 先発投手                 | 先発投手                 | 先発投手                 | 投球                     | J・レスターD・ロスD・オル · ティーズD・ペドロイアX・ボガーツS・ドリューJ・ゴームズJ・エルズベリーD・ナバ（なし） | 先発投手                   | 先発投手                   | 先発投手                   | 投球                       | A・ウェインライトY・モリーナM・アダムスM・カーペンターD・フリースP・コズマM・ホリデイS・ロビンソンC・ベルトラン（なし） |
| J・レスター              | J・レスター              | J・レスター              | 左                       | J・レスターD・ロスD・オル · ティーズD・ペドロイアX・ボガーツS・ドリューJ・ゴームズJ・エルズベリーD・ナバ（なし） | A・ウェインライト          | A・ウェインライト          | A・ウェインライト          | 右                         | A・ウェインライトY・モリーナM・アダムスM・カーペンターD・フリースP・コズマM・ホリデイS・ロビンソンC・ベルトラン（なし） |

### 第6戦 10月30日
- フェンウェイ・パーク（マサチューセッツ州ボストン）

|                            | 1 | 2 | 3 | 4 | 5 | 6 | 7 | 8 | 9 | R | H | E |
| -------------------------- | - | - | - | - | - | - | - | - | - | - | - | - |
| セントルイス・カージナルス | 0 | 0 | 0 | 0 | 0 | 0 | 1 | 0 | 0 | 1 | 9 | 1 |
| ボストン・レッドソックス   | 0 | 0 | 3 | 3 | 0 | 0 | 0 | 0 | X | 6 | 8 | 1 |

1. 勝利：ジョン・ラッキー（1勝1敗）
2. 敗戦：マイケル・ワカ（1勝1敗）
3. 本塁打
BOS：スティーブン・ドリュー1号ソロ
4. 審判
［球審］ジム・ジョイス
［塁審］一塁: ジョン・ハーシュベック（英語版）、二塁: マーク・ウェグナー（英語版）、三塁: デイナ・デムス（英語版）
［外審］左翼: ポール・エメル（英語版）、右翼: ビル・ミラー（英語版）
5. 試合開始時刻: 東部夏時間（UTC-4）午後8時7分  試合時間: 3時間15分  観客: 3万8447人  気温: 49°F（9.4°C）
詳細: MLB.com Gameday / ESPN.com / Baseball-Reference.com / FanGraphs

| セントルイス・カージナルス | セントルイス・カージナルス | セントルイス・カージナルス | セントルイス・カージナルス | セントルイス・カージナルス                                                                                       | ボストン・レッドソックス | ボストン・レッドソックス | ボストン・レッドソックス | ボストン・レッドソックス | ボストン・レッドソックス                                                                                               |
| -------------------------- | -------------------------- | -------------------------- | -------------------------- | --- | ------------------------ | ------------------------ | ------------------------ | ------------------------ | --- |
| 打順                       | 守備                       | 選手                       | 打席                       | M・ワカY・モリーナM・アダムスM・カーペンターD・フリースD・デスカルソM・ホリデイJ・ジェイC・ベルトランA・クレイグ | 打順                     | 守備                     | 選手                     | 打席                     | J・ラッキーD・ロスM・ナポリD・ペドロイアX・ボガーツS・ドリューJ・ゴームズJ・エルズベリーS・ビクトリーノD・オルティーズ |
| 1                          | 二                         | M・カーペンター            | 左                         | M・ワカY・モリーナM・アダムスM・カーペンターD・フリースD・デスカルソM・ホリデイJ・ジェイC・ベルトランA・クレイグ | 1                        | 中                       | J・エルズベリー          | 左                       | J・ラッキーD・ロスM・ナポリD・ペドロイアX・ボガーツS・ドリューJ・ゴームズJ・エルズベリーS・ビクトリーノD・オルティーズ |
| 2                          | 右                         | C・ベルトラン              | 両                         | M・ワカY・モリーナM・アダムスM・カーペンターD・フリースD・デスカルソM・ホリデイJ・ジェイC・ベルトランA・クレイグ | 2                        | 二                       | D・ペドロイア            | 右                       | J・ラッキーD・ロスM・ナポリD・ペドロイアX・ボガーツS・ドリューJ・ゴームズJ・エルズベリーS・ビクトリーノD・オルティーズ |
| 3                          | 左                         | M・ホリデイ                | 右                         | M・ワカY・モリーナM・アダムスM・カーペンターD・フリースD・デスカルソM・ホリデイJ・ジェイC・ベルトランA・クレイグ | 3                        | DH                       | D・オルティーズ          | 左                       | J・ラッキーD・ロスM・ナポリD・ペドロイアX・ボガーツS・ドリューJ・ゴームズJ・エルズベリーS・ビクトリーノD・オルティーズ |
| 4                          | DH                         | A・クレイグ                | 右                         | M・ワカY・モリーナM・アダムスM・カーペンターD・フリースD・デスカルソM・ホリデイJ・ジェイC・ベルトランA・クレイグ | 4                        | 一                       | M・ナポリ                | 右                       | J・ラッキーD・ロスM・ナポリD・ペドロイアX・ボガーツS・ドリューJ・ゴームズJ・エルズベリーS・ビクトリーノD・オルティーズ |
| 5                          | 捕                         | Y・モリーナ                | 右                         | M・ワカY・モリーナM・アダムスM・カーペンターD・フリースD・デスカルソM・ホリデイJ・ジェイC・ベルトランA・クレイグ | 5                        | 左                       | J・ゴームズ              | 右                       | J・ラッキーD・ロスM・ナポリD・ペドロイアX・ボガーツS・ドリューJ・ゴームズJ・エルズベリーS・ビクトリーノD・オルティーズ |
| 6                          | 一                         | M・アダムス                | 左                         | M・ワカY・モリーナM・アダムスM・カーペンターD・フリースD・デスカルソM・ホリデイJ・ジェイC・ベルトランA・クレイグ | 6                        | 右                       | S・ビクトリーノ          | 両                       | J・ラッキーD・ロスM・ナポリD・ペドロイアX・ボガーツS・ドリューJ・ゴームズJ・エルズベリーS・ビクトリーノD・オルティーズ |
| 7                          | 三                         | D・フリース                | 右                         | M・ワカY・モリーナM・アダムスM・カーペンターD・フリースD・デスカルソM・ホリデイJ・ジェイC・ベルトランA・クレイグ | 7                        | 三                       | X・ボガーツ              | 右                       | J・ラッキーD・ロスM・ナポリD・ペドロイアX・ボガーツS・ドリューJ・ゴームズJ・エルズベリーS・ビクトリーノD・オルティーズ |
| 8                          | 中                         | J・ジェイ                  | 左                         | M・ワカY・モリーナM・アダムスM・カーペンターD・フリースD・デスカルソM・ホリデイJ・ジェイC・ベルトランA・クレイグ | 8                        | 遊                       | S・ドリュー              | 左                       | J・ラッキーD・ロスM・ナポリD・ペドロイアX・ボガーツS・ドリューJ・ゴームズJ・エルズベリーS・ビクトリーノD・オルティーズ |
| 9                          | 遊                         | D・デスカルソ              | 左                         | M・ワカY・モリーナM・アダムスM・カーペンターD・フリースD・デスカルソM・ホリデイJ・ジェイC・ベルトランA・クレイグ | 9                        | 捕                       | D・ロス                  | 右                       | J・ラッキーD・ロスM・ナポリD・ペドロイアX・ボガーツS・ドリューJ・ゴームズJ・エルズベリーS・ビクトリーノD・オルティーズ |
| 先発投手                   | 先発投手                   | 先発投手                   | 投球                       | M・ワカY・モリーナM・アダムスM・カーペンターD・フリースD・デスカルソM・ホリデイJ・ジェイC・ベルトランA・クレイグ | 先発投手                 | 先発投手                 | 先発投手                 | 投球                     | J・ラッキーD・ロスM・ナポリD・ペドロイアX・ボガーツS・ドリューJ・ゴームズJ・エルズベリーS・ビクトリーノD・オルティーズ |
| M・ワカ                    | M・ワカ                    | M・ワカ                    | 右                         | M・ワカY・モリーナM・アダムスM・カーペンターD・フリースD・デスカルソM・ホリデイJ・ジェイC・ベルトランA・クレイグ | J・ラッキー              | J・ラッキー              | J・ラッキー              | 右                       | J・ラッキーD・ロスM・ナポリD・ペドロイアX・ボガーツS・ドリューJ・ゴームズJ・エルズベリーS・ビクトリーノD・オルティーズ |

シリーズはレッドソックスが敵地ブッシュ・スタジアムで2勝1敗と勝ち越して優勝に王手をかけ、移動日を挟んで舞台をフェンウェイ・パークに戻した。レッドソックスは直近2度の優勝（2004年と2007年）はいずれも敵地で決めていた。そのためこの第6戦に勝つか、負けたとしても次の第7戦に勝てば、1918年以来95年ぶりに本拠地フェンウェイ・パークでの優勝決定を迎えることになる。歴史的瞬間をこの目で観ようとするファンの欲求から第6戦のチケット取引価格が高騰し、売買サイト "スタブハブ" によれば、立ち見席が1枚983.75ドルの値をつけたほか、バックネット裏の席が1枚1万2092ドルで売れた例もあったという。第6戦の先発投手は第2戦と同じく、レッドソックスはジョン・ラッキー、カージナルスはマイケル・ワカ。このポストシーズンでの成績は、ラッキーが4試合19.1イニングで2勝1敗1ホールド・防御率3.26、ワカが4試合27.0イニングで4勝0敗・防御率1.00である。

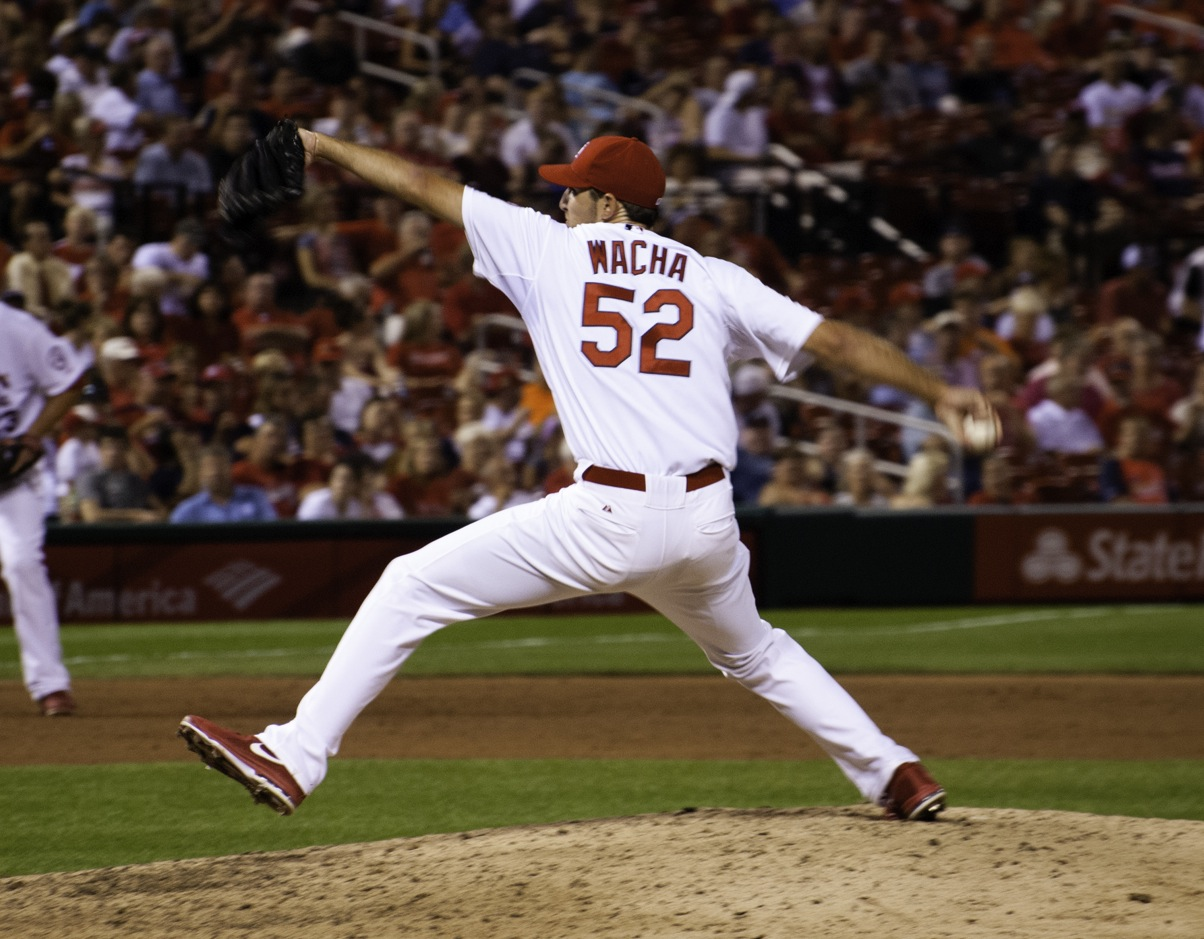
マイケル・ワカは今ポストシーズン5試合目で初めて6イニングを投げ切れずに崩れた（写真は2013年8月22日撮影）

1回裏、レッドソックスは一死から2番ダスティン・ペドロイアが初球のフォーシームを捉え、左翼ポール際へ大きな当たりを飛ばすが、わずかに切れてファウルとなり先制点を奪えず。1回は両チームとも無得点で終わる。2回には、両投手とも無死一・二塁の危機を背負う。まず表のカージナルスの攻撃では、先頭の4番アレン・クレイグが8球目を左翼フェンス直撃の単打にし、次打者ヤディアー・モリーナも左前打で続く。しかしラッキーはマット・アダムスを左直に、デビッド・フリースを右飛に打ち取り、自らの暴投で二・三塁とされたものの、最後はジョン・ジェイを82mph（約132.0km/h）のカーブで空振り三振に仕留めた。その裏、レッドソックス打線は先頭の5番ジョニー・ゴームズが中前打で出塁し、6番シェーン・ビクトリーノは四球で歩く。だがワカは後続のザンダー・ボガーツとスティーブン・ドリューにファウルフライを打ち上げさせて二死とし、こちらも最後はデビッド・ロスから空振り三振を奪ってこの場面を切り抜けた。
3回、ラッキーはカージナルス打線を3人で片付ける。対するワカは、先頭の1番ジャコビー・エルズベリーに右前打を許すと、一死二塁から3番デビッド・オルティーズを敬遠し、4番マイク・ナポリを三振させたあと5番ゴームズに死球をぶつけ、二死満塁と再び危機を招いた。ここで打席に立った6番ビクトリーノは、2ボール1ストライクからの4球目、低めへの93mph（約149.7km/h）のフォーシームをすくい上げた。この打球が左翼フェンスを直撃する二塁打となって走者が一掃され、レッドソックスが3点を先制した。一塁走者ゴームズの生還は際どいタイミングだったが判定はセーフで、この送球間に三塁へ進んだビクトリーノは両手で胸を3度叩いて喜びを表現した。この一打は、今ポストシーズンを通じてワカが初めて喫した得点圏での被安打だった。ワカは4回にも8番ドリューにソロ本塁打を浴び、さらに二死一・三塁とされたところで降板に追い込まれた。レッドソックス打線は2番手ランス・リンも打ち崩して2点を加え、6－0とした。
ラッキーは4回も5回も一死一・二塁と得点圏に走者を背負っての投球を強いられたが、後続を打ち取って無失点で凌いでいった。6回は三者凡退で済ませ、7回もまず4球で二死を奪う。ただここから9番ダニエル・デスカルソの右前打と1番マット・カーペンターの二塁打で二・三塁とされ、続くカルロス・ベルトランにも92mph（約148.1km/h）のフォーシームを左前へ運ばれて1点を返された。なおも二死一・三塁という状況で球数も98球に達したため、監督のジョン・ファレルがダグアウトから出てきてラッキーに降板を告げようとした。しかしラッキーがあと1人に投げさせてほしいと懇願したため、ファレルもこれを受け入れてラッキーは続投となった。結局ラッキーは3番マット・ホリデイに四球を与え、満塁とされて降板となったが、ダグアウトに戻る際にはファンからの大声援を受けた。ラッキーのあとを受けて登板した田澤純一は、4番クレイグを94mph（約151.3km/h）のフォーシームで一ゴロに仕留めて2点目を阻止した。

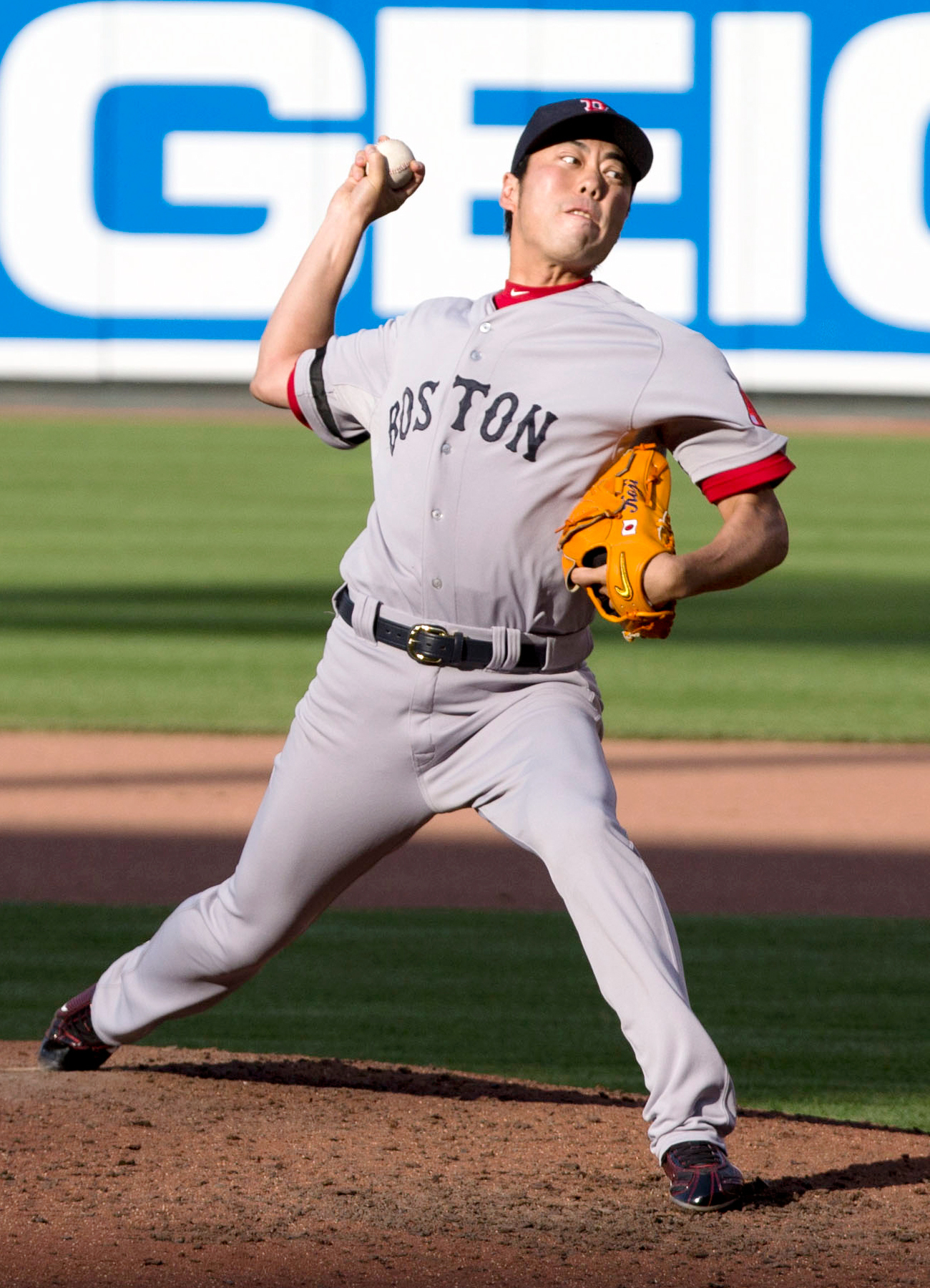
上原浩治は日本人選手では史上初めてワールドシリーズの最後を締めた投手となった（写真は2013年6月15日撮影）

8回表、レッドソックスは3番手ブランドン・ワークマンがカージナルス打線を三者凡退に抑え、優勝まであと1イニングに迫る。その裏、カージナルスは一死一塁で3番オルティーズを打席に迎えたが、トレバー・ローゼンタールのボークで走者が進塁し一塁が空いたため、オルティーズを敬遠した。この日のオルティーズは初回の第1打席が四球、3回の第2打席と4回の第3打席が敬遠で歩かされており、これで4つ目の四球かつ3つ目の敬遠となった。1試合4四球・3敬遠はいずれもシリーズ最多タイ記録である。この回のレッドソックスは追加点を挙げられず、試合は6－1のまま9回表に入った。マウンドにはレッドソックス抑え投手の上原浩治が立った。上原は8番ジェイと9番デスカルソを外野フライでアウトにする。そして最後は1番カーペンターを2ボール2ストライクからの7球目、81mph（約130.4km/h）のスプリッターで空振り三振に切って取り、球団史上95年ぶりとなる本拠地フェンウェイ・パークでのシリーズ優勝を決めた。
カーペンターのバットが空を切ると、上原と捕手のロスはお互いに駆け寄って抱きつき、上原は右手の人差し指を突き上げた。そこにフィールドやダグアウトから他の選手たちも集まってきて、皆がもみくちゃになりながら優勝の喜びを分かち合った。上原は投球時の自身の状態について、リーグ優勝決定戦時は「吐きそう」だったのが、今回は「泣きそう」になっていたと明かした。その上原を、オルティーズが担ぎあげて称えた。オルティーズはシリーズMVPを受賞し、場内インタビューで「ここは俺たちの、ピーーー、街なんだ」と自主規制音を交えながら叫んだ。彼は4月15日にボストンで爆弾テロ事件が発生して以来初のフェンウェイ・パークでの試合の際にも、試合前にファンに向けて「ここは俺たちの街なんだ」と呼びかけたが、このときに "fucking" という放送禁止用語を入れていた。それから半年後の今回、オルティーズは "fucking" のところに自ら規制音を重ねてこの言葉を再び発し、ファンから喝采を浴びた。

## セレモニー
試合前のアメリカ合衆国国歌『星条旗』独唱・重唱と始球式、およびセブンス・イニング・ストレッチにおける愛国歌独唱を行った人物・グループは、それぞれ以下の通り。
| 試合  | 国歌独唱・重唱               | 始球式                                                                          | 愛国歌独唱                                                                         |
| ----- | ---------------------------- | ------------------------------------------------------------------------------- | ---------------------------------------------------------------------------------- |
| 第1戦 | メアリー・J. ブライジ        | カール・ヤストレムスキー                                                        | 『ゴッド・ブレス・アメリカ』 ダン・クラーク （元アメリカ海兵隊三等軍曹）           |
| 第2戦 | ジェームス・テイラー         | ペドロ・マルティネスやジェイソン・ バリテックら2004年のシリーズ優勝 メンバー7人 | 『アメリカ・ザ・ビューティフル』 ジェームス・テイラー                              |
| 第3戦 | コルビー・キャレイ           | ウィリー・マギー                                                                | 『ゴッド・ブレス・アメリカ』 ジェネラルド・ウィルソン （元アメリカ海軍一等兵曹）   |
| 第4戦 | ラスカル・フラッツ           | ボブ・ギブソン                                                                  | 『ゴッド・ブレス・アメリカ』 クリスティーン・パーメンター （アメリカ陸軍三等軍曹） |
| 第5戦 | ハリー・コニック・ジュニア   | オジー・スミス                                                                  | 『ゴッド・ブレス・アメリカ』 アンジー・ジョンソン （ミズーリ空軍州兵）             |
| 第6戦 | ドロップキック・マーフィーズ | ルイス・ティアント、 カールトン・フィスク                                       | 『ゴッド・ブレス・アメリカ』 ヘリテージ・オブ・アメリカ （アメリカ空軍軍楽隊）     |

## テレビ中継

### アメリカ合衆国
アメリカ合衆国におけるテレビ中継はFOXが放送した。実況はジョー・バックが、解説はティム・マッカーバーが、フィールドリポートはエリン・アンドリュースとケン・ローゼンタールが、それぞれ務めた。マッカーバーはこの年限りでの解説業引退を表明していたため、今回が24回目にして最後のシリーズ解説となる。また試合前にはマット・バスガーシアン進行のコーナーがあり、ゲスト出演したテキサス・レンジャーズ捕手のA.J.ピアジンスキーとフィラデルフィア・フィリーズ内野手のジミー・ロリンズ、そして解説のハロルド・レイノルズが試合の見所などを語った。番組では、パール・ジャムの楽曲を随所でBGMとして使用した。
全6試合の平均視聴率は8.9％で、前年から1.3ポイント上昇した。シリーズを通しての、全米および出場両チームの本拠地都市圏における視聴率等は以下の通り。
| 試合  | 日付           | 全米   | 全米         | 全米            | 全米   | 全米     | マサチューセッツ州 / ニュー ハンプシャー州ボストン | マサチューセッツ州 / ニュー ハンプシャー州ボストン | ミズーリ州 / イリノイ州 セントルイス | ミズーリ州 / イリノイ州 セントルイス |
| 試合  | 日付           | 視聴率 |              |                 | 占拠率 | 視聴者数 | マサチューセッツ州 / ニュー ハンプシャー州ボストン | マサチューセッツ州 / ニュー ハンプシャー州ボストン | ミズーリ州 / イリノイ州 セントルイス | ミズーリ州 / イリノイ州 セントルイス |
| 試合  | 日付           | 視聴率 | 前年との比較 | 前年との比較    | 占拠率 | 視聴者数 | マサチューセッツ州 / ニュー ハンプシャー州ボストン | マサチューセッツ州 / ニュー ハンプシャー州ボストン | ミズーリ州 / イリノイ州 セントルイス | ミズーリ州 / イリノイ州 セントルイス |
| 試合  | 日付           | 視聴率 | 前年視聴率   | 変動            | 占拠率 | 視聴者数 | 視聴率                                             | 占拠率                                             | 視聴率                               | 占拠率                               |
| ----- | -------------- | ------ | ------------ | --------------- | ------ | -------- | -------------------------------------------------- | -------------------------------------------------- | ------------------------------------ | ------------------------------------ |
| 第1戦 | 10月23日（水） | 8.6%   | 7.6%         | 1.0ポイント上昇 | 14%    | 1440万人 | 39.7%                                              | 61%                                                | 36.0%                                | 54%                                  |
| 第2戦 | 10月24日（木） | 8.3%   | 7.8%         | 0.5ポイント上昇 | 14%    | 1340万人 | 37.3%                                              | 57%                                                | 42.0%                                | 61%                                  |
| 第3戦 | 10月26日（土） | 7.4%   | 6.1%         | 1.3ポイント上昇 | 14%    | 1250万人 | 32.4%                                              | 不明                                               | 37.2%                                | 不明                                 |
| 第4戦 | 10月27日（日） | 9.4%   | 8.9%         | 0.5ポイント上昇 | 15%    | 1600万人 | 34.7%                                              | 55%                                                | 46.7%                                | 66%                                  |
| 第5戦 | 10月28日（月） | 8.9%   | （なし）     | （なし）        | 14%    | 1440万人 | 38.5%                                              | 56%                                                | 43.8%                                | 61%                                  |
| 第6戦 | 10月30日（水） | 11.3%  | （なし）     | （なし）        | 18%    | 1920万人 | 55.2%                                              | 75%                                                | 37.9%                                | 55%                                  |
| 平均  | 平均           | 8.9%   | 7.6%         | 1.3ポイント上昇 | 15%    | 1490万人 | 39.6%                                              | 60%                                                | 40.6%                                | 60%                                  |

この放送は2014年5月6日に発表された第35回スポーツ・エミー賞において、最優秀中継特別番組賞を受賞した。
| 2012年 第46回スーパーボウル （NBC） | スポーツ・エミー賞 最優秀中継特別番組賞 2013年 | 2014年 第49回スーパーボウル （NBC） |

### 日本
日本での生中継の放送は、日本放送協会（NHK）の衛星放送チャンネル "BS1" で行われた。実況は田中崇裕が、解説は田口壮が務め、さらに第1戦のみゲストとして松井秀喜も出演した。レッドソックス投手の上原浩治と松井は日本プロ野球・読売ジャイアンツ時代の同僚で、試合前には松井が上原に「凄いじゃん」と声をかける場面もあった。また田口はカージナルスOBで2006年シリーズ優勝メンバーであるため、カージナルスの本拠地ブッシュ・スタジアムでの第4戦開始前には、地元青少年組織 "ボーイズ&ガールズ・クラブ・オブ・グレーター・セントルイス" 所属の女子大生が始球式のボールをマウンドへ持っていくところに付き添うという役目を担った。